# Polskie wczesnośredniowieczne emisje monetarne

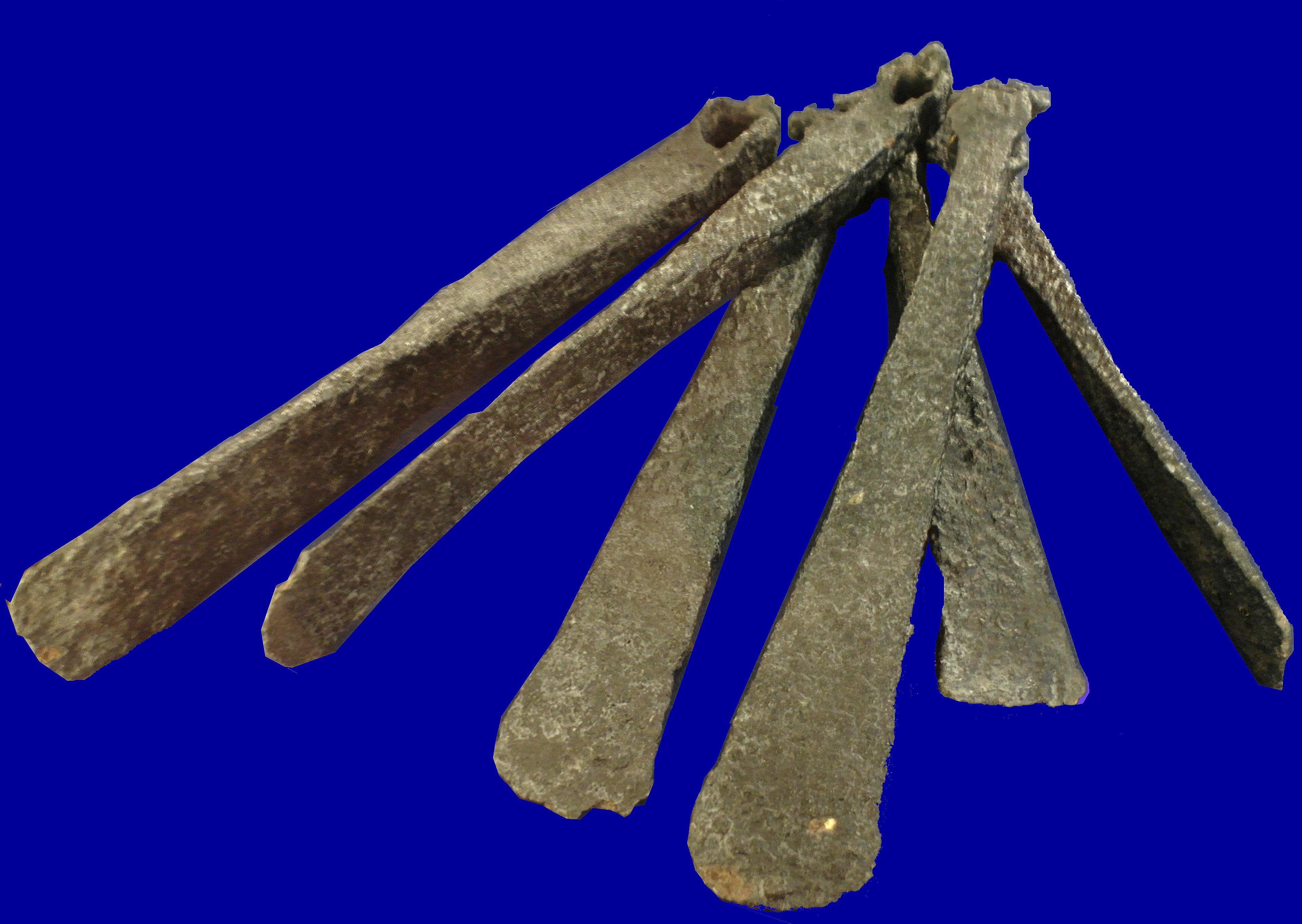
Grzywny siekieropodobne (płacidło) z grodziska w Kostkowicach, późny IX – połowa X wieku, były na ziemiach polskich ekwiwalentem wymiany w obiegu pozamonetarnym

Polskie wczesnośredniowieczne emisje monetarne
Pierwsze emisje monet w Polsce miały miejsce na przełomie X i XI w., jednakże ze względu na znikomą liczbę egzemplarzy nie odgrywały one większej roli w obrocie pieniężnym. Stan ten uległ zmianie dopiero za panowania Bolesława Szczodrego, kiedy to moneta pochodząca z mennic krajowych uzyskała w kraju pozycję dominującą. Do końca okresu rozbicia dzielnicowego była to wyłącznie srebrna moneta denarowa, której waga, zgodnie z tendencjami europejskimi i polityką „renovatio monetae” (patrz: numizmatyka) systematycznie spadała od średniej ok. 2 g w czasach Mieszka I do niższej niż 0,5 g w okresie rozbicia.
Ikonografia ówczesnych polskich monet jest charakterystyczna dla obszaru zachodnioeuropejskich (łacińskich) wpływów kulturowych. Awers monety przedstawia zwykle wizerunek głowy – zwykle władcy – a w otoku jego imię, czasami również tytuł. W rewersie znajduje się najczęściej krzyż równoramienny, bardzo często wyposażony w punkty między ramionami. Polskie denary z omawianego okresu posiadają często tzw. otoczkę perełkową, wybijaną za pomocą puncy. Treść ideowa monet jest zwykle manifestacją majestatu panującego, uzyskiwaną poprzez przez jego przedstawienie wraz z przynależnymi mu atrybutami i insygniami, względnie tytułami, umieszczanymi w otoku monet. Wizerunki książąt zastępowane były czasami postaciami świętych (święty Wojciech lub święty Jan Chrzciciel; drugi przypadek dotyczył monet wybijanych we Wrocławiu). Za panowania Władysława Hermana pojawiły się w Polsce pierwsze emisje prywatne, realizowane przez palatyna Sieciecha. Pierwsze monety kościelne pojawiły się natomiast na przełomie XII i XIII w.
Emisje monetarne pierwszych Piastów w porównaniu zarówno z zachodem, jak i czerpiącym wzorce z Bizancjum wschodem Europy cechowały się niewysoką wartością artystyczną oraz nieskomplikowaną legendą. Nawiązujące do wzorów zachodnioeuropejskich pierwsze polskie emisje nie miały w związku z powyższym równie wysokiej jakości, co wyroby mennictwa ruskiego. Niemniej również polskie mennictwo miało swój wkład w historię wczesnośredniowiecznych europejskich emisji monetarnych w postaci takich egzemplarzy, jak denar „ruski” Chrobrego, czy brakteaty Bolesława Krzywoustego.

## Mieszko I
W czasie panowania Mieszka I (960–992) w polskim mennictwie wyraźne były wpływy saskie, widoczne m.in. w kompozycji stempli. Monety były bite w niewielkiej liczbie, nie miały zatem istotnego znaczenia w obrocie handlowym. W owym czasie dominowały „saskie krzyżówki”, licznie reprezentowana była również moneta arabska.
Sporna pozostaje przynależność niektórych z najstarszych polskich monet z imieniem „Mieszka”; niektórzy (prof. S. Suchodolski) przyjmują, że wybite zostały one dla Mieszka II jako następcy tronu jeszcze za czasów panowania jego ojca, Bolesława Chrobrego. 

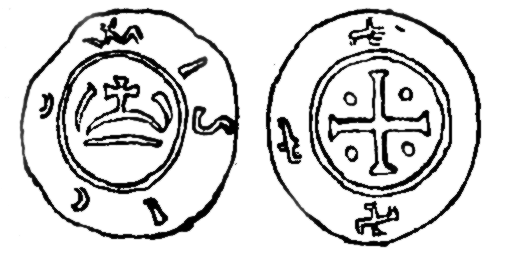
Denar Mieszka I z legendą MISICO

Najstarsza polska moneta została wybita między rokiem 970 a 992. Jej awers przedstawia uproszczony wizerunek świątyni, oddany za pomocą półkola zwieńczonego krzyżem (interpretowany dawniej jako mitra książęca), a rewers – krzyżyk. Znajdująca się w otoku awersu inskrypcja to łacińska forma imienia książęcego – MTLZCO, będąca błędną wersją formy MISICO (niewyjaśnione pozostaje, czy taka transkrypcja imienia „Mieszko” wynika z niemieckiego pochodzenia autora stempla, którym mógł być biskup Unger, czy też z ówczesnego brzmienia imienia, wypowiadanego podobno jako „Miszko”. Domysł, jakoby miało to być zepsute MIESCO, został zakwestionowany przez językoznawców). W otoku rewersu znajdują się dwie litery „E”, podzielone w legendzie parą krzyżyków i prawdopodobnie skopiowane ze współczesnych denarów czeskich. Niemniej nieznana pozostaje funkcja tego symbolu, być może jest to skrót wyrazu „Ecclesiae”.
Kolejny denar posiada poprawną legendę MISICO. Litery „E” z otoku rewersu przyjęły swastyk, natomiast świątynia z awersu uzyskała dwie dodatkowe linie wyrastające z dolnych rogów i kierujące się pod skosem w górę. Symbolika ta nie została dotąd wyjaśniona.
Trzeci znany typ denara tego władcy, prawdopodobnie najpóźniejszy, posiada w awersie wyłaniającą się z niebios dłoń Boga, roztaczającego opiekę nad władcą. Imię Mieszka ukryto w formule otokowej MISICA EIVA (lub EIVAV). Drugi człon tego wyrażenia do dziś pozostaje niejasny; dopatrywano się w nim znaku mincerskiego lub czytanego wstecz wyrazu „dux”. Rewers przedstawia, jak na pozostałych monetach władcy, krzyż równoramienny.
Denary Mieszka ważyły średnio (podobnie jak współczesne im monety saskie) blisko 2 gramy (waga ich waha się między 1 a 2 gramami) o stosunkowo wysokiej próbie. Stemple, którymi je wybijano charakteryzował relatywnie niski poziom wykonania i prymitywizm form zawartych w wyobrażeniach.

## Bolesław Chrobry
Za Bolesława Chrobrego (992–1025) używano kilkanaście typów różnorodnych stempli. Pojawiły się też bardziej skomplikowane legendy, wzbogacone o tytuły, nazwy miejscowości, a także inne języki. W mennictwie polskim dominowały wpływy bawarsko-czeskie, ale pojawiły się także emisje nawiązujące do innych wzorów kulturowych. Również i w przypadku tego władcy sporna pozostaje przynależność niektórych monet z imieniem Bolesława do okresu panowania Chrobrego, a nawet polskie pochodzenie emisji. Spory budzą zwłaszcza tzw. adulteryny, wybijane przy użyciu stempli będących kopiami wzorów obcych. Waga denarów Chrobrego utrzymywała się do końca jego panowania na poziomie powyżej 1 grama.
Za najstarszą monetę Chrobrego – o ile jest to w istocie moneta polska, nie czeska – uważa się denar z popiersiem na wprost w awersie i krzyżykiem w rewersie, a także legendą BOLEZLAV. Uwagę zwraca brak końcówki łacińskiej „-us”, a także obca z reguły mennictwu tego władcy metoda transkrypcji imienia Bolesław z literą „e”, zamiast „i” (BOLEZLAV miast BOLIZLAV...). Napis ten uważa się więc za zabytek języka czeskiego.
Monetą Chrobrego, która zyskała największy rozgłos w europejskiej numizmatyce, jest denar z bardzo zniekształconą legendą, której przekaz rekonstruowany jest zwykle jako: BOLEZLAVVS DVX / VENCIELZLAVVS. Według dawniejszych czeskich hipotez miał to być denar bity przez świętego Wacława (byłaby to więc najstarsza moneta czeska). Rozmieszczenie znalezisk (8 z 9 w Polsce) wskazuje jednak na to, że jest to emisja Chrobrego. Denar ten jest więc potwierdzeniem żywotności kultu św. Wacława w Polsce, przy czym zwykło się przyjmować, że powstał przed 997 – rokiem męczeństwa świętego Wojciecha.

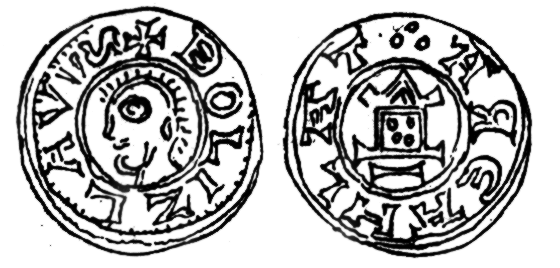
Adulteryn Bolesława Chrobrego z legendą AREAHLAT

Z późniejszych lat znane są emisje adulterynów, oznaczonych stemplem z imieniem Bolesława. W tej grupie znajdują się emisje naśladujące awers monety anglosaskiej z władcą Anglii z profilu otoczonego inskrypcją EDELRED REX ANG(lorum), czeskiego denara VLADIVOI DVX i denarów cesarskich z głowami z profilu opatrzonymi imionami ODDO/OTTO (cesarz Otton) i AREAHLAT (zniekształcona wersja imienia cesarzowej Adelajdy). Wierne skopiowanie wymienionych motywów mogło służyć ułatwieniu recepcji monety polskiej na rynku wewnętrznym.
Kolejną znaną emisją Bolesława była moneta nosząca po obu stronach krzyż w polu i napis KOTIZLAVS (zepsute BOLIZLAVS; Franciszek Piekosiński czytał jako „Asunkot” – rzekome imię palatyna książęcego).

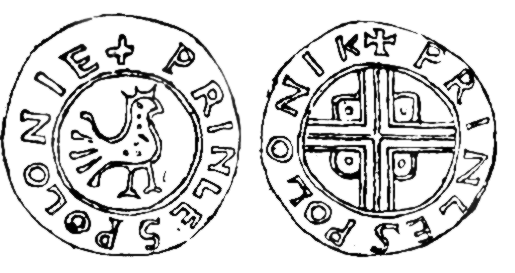
Denar PRINCES POLONIE Chrobrego

Jedną z najsłynniejszych monet w historii mennictwa polskiego jest denar PRINCES POLONIE Bolesława. Zaważył na tym przede wszystkim rysunek ptaka w awersie. Do dziś toczą się spory między zwolennikami tezy przyjmującej, że rysunek przedstawia orła, a jej przeciwnikami, opowiadającymi się za pawiem, gołębiem lub jeszcze innym gatunkiem ptaka, przy czym za tą drugą ewentualnością opowiada się większość czołowych polskich numizmatyków (m.in. Ryszard Kiersnowski, Stanisław Suchodolski). Wobec istniejących do dziś niejasności wokół wymiaru symbolicznego wymienionych zwierząt we wczesnym średniowieczu, spór pozostaje nierozstrzygnięty. Inskrypcja otokowa tej monety zawiera pierwszy – choć jeszcze w języku łacińskim – zapis nazwy Polski. Legenda ta, pomijająca imię władcy, a operująca określeniem „princepsa”, niemającym analogii we współczesnym zasobie tytułów władców Europy Środkowej, powstała pod wpływem denarów z odległego księstwa Benewentu za sprawą przebywającego czasowo w Rzymie Radzima Gaudentego. Przyjmuje się, że okazją do wypuszczenia tej emisji i użycia na niej tytułu rodem z czasów Imperium Romanum był zjazd gnieźnieński – stąd datowanie monety na rok 1000 (choć możliwe, że pojawienie się tego tytułu wiąże się wyłącznie z recepcją italskiego wzoru). Denar PRINCES POLONIE był najliczniej bitą monetą Chrobrego.

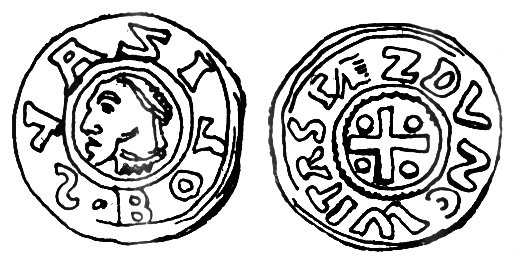
Denar Bolesława z legendą GNEZDVN CIVITAS

Kolejnym wytworem z czasów zjazdu gnieźnieńskiego jest denar z napisem w rewersie GNEZDVN CIVITAS. Za taką interpretacją przemawiać miałby unikatowy charakter stempla, wykonanego z wielką jak na warunki polskie z XI wieku maestrią artystyczną. Przedstawiona w lewym profilu twarz władcy w awersie, otoczona napisem BOLIZLAVS, miałaby w myśl mało popularnych hipotez być wizerunkiem Chrobrego, jednakże większość badaczy odrzuca ten pogląd.

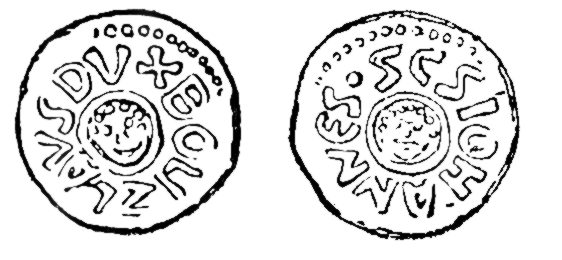
Denar Wrocławski Bolesława Chrobrego

Kolejny denar Chrobrego przedstawia w awersie głowę władcy otoczoną napisem BOLIZLAVS DVX, a w rewersie głowę świętego Jana Chrzciciela i otokową inskrypcję SCS IOHANNES (Sanctus Iohannes). Moneta jest dowodem działania w tym czasie mennicy wrocławskiej (patronem katedry wrocławskiej jest święty Jan Chrzciciel). Obecnie uważa się, że denar bity był za panowania Bolesława Krzywoustego.

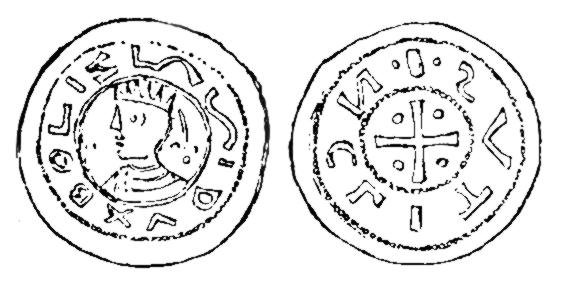
Denar INCLITVS Bolesława Chrobrego

Zapewne następnym w kolejności bicia był denar Bolesława z popiersiem w awersie i krzyżem w rewersie, którego inskrypcja w otokach jest przykładem tzw. legendy ciągłej (napisy po obu stronach łączą się w jedną formułę: BOLIZLAVS DVX INCLITVS). Tytuł „inclitus”, kiedyś uważany za łacińską wersję przydomka „Chrobry”, w rzeczywistości przysługiwał lennikom cesarskim.
Charakterystycznym epizodem politycznych zmagań Chrobrego jest denar opatrzony krzyżami w obu polach i legendą (wsteczną) REX BOLIZLAVS REX. Uważa się powszechnie, że bity był w okresie wojen księcia z cesarzem rzymskim Henrykiem II, być może od 1015 roku. Jest to więc przykład uzurpacji tytułu królewskiego, służący wyrażeniu swej pozycji i dążeń.

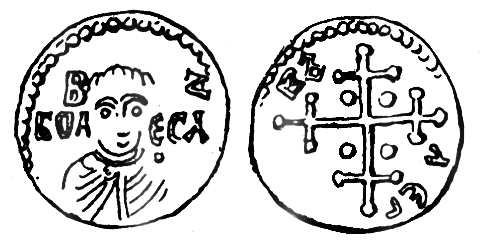
Denar „ruski” Bolesława Chrobrego

Słynną emisją z mennicy Bolesława Chrobrego jest wybijany pod koniec życia władcy tzw. denar ruski Chrobrego. Wzór tej monecie dostarczyło mennictwo świata greckiego. Pole awersu, wzorowane na jednej z monet bizantyjskich, przedstawia władcę do pasa. W rewersie znajduje się tzw. krzyż patriarchalny, także proweniencji wschodniej. W pewnych elementach stempla widać jednak ślady łacińskiej kultury menniczej. Jednym z nich jest treść napisu – ograniczonego według prawideł zachodnich do imienia władcy („Bolesław”). Z kolei forma napisu jest ruska – przybiera postać cyrylicką. Do dziś istnieją kontrowersje wokół celu bicia tej monety. Według części badaczy (Kiersnowski) miał być bity wyłącznie na potrzeby obszaru Grodów Czerwieńskich, inni (Stanisław Suchodolski) opowiadają się jedynie za ruskim pochodzeniem autora stempla.
Mennictwo Bolesława Chrobrego – choć wzbogaciło kulturę polską o kilkanaście nowych typów stempli namonetarnych, w obrocie wewnętrznym nie miało większego znaczenia ze względu na wciąż bardzo znikomą liczbę wybijanych egzemplarzy. W handlu na ziemiach polskich najpowszechniejsze były monety niemieckie i czeskie. Stąd wielu badaczy uważa, iż te polskie emisje miały służyć przede wszystkim celom propagandowym wobec tych, którzy rozumieli treść przekazu namonetarnego.

## Półwiekowy zastój w mennictwie polskim?
Badacze zgadzający się ze stwierdzeniem, że najstarsze monety polskie z imieniem Mieszka pochodzą z warsztatów menniczych Mieszka I muszą zaakceptować, iż brak jest jakichkolwiek znanych numizmatów polskich z okresu panowania kolejnych władców piastowskich – Mieszka II, jego krótko panujących braci Bezpryma, Ottona i praw. kuzyna Dytryka, oraz Kazimierza Odnowiciela. Trudno dziś dociec, jakie były główne przyczyny nieprowadzenia działalności menniczej przez powyższych władców i czy większe znaczenie miały tu jakieś trudności w zorganizowaniu mennictwa (np. brak kruszcu), czy też indywidualne podejście tych książąt do bicia własnej monety – może wynikające z jakichś przesłanek ekonomicznych. W każdym razie za panowania syna Kazimierza I, Bolesława, mennictwo polskie odrodziło się w nowej postaci.

## Bolesław Szczodry
Wznowione przez Bolesława Szczodrego mennictwo cechował wysoki stopień zorganizowania. Istnieje teza o sprowadzeniu przez księcia mincerzy z Niemiec. Emisje tego władcy mają już inny charakter niż te z czasów Mieszka I i Bolesława Chrobrego. Doszło do zjawiska immobilizacji stempla monet, co wyraziło się wzrostem liczby egzemplarzy przy jednoczesnym spadku liczby typów monet, które przeznaczone były już z pewnością przede wszystkim do obrotu rynkowego. Polskie emisje wreszcie zaczęły skutecznie konkurować na rynku z monetą obcą. Kolejną rewolucyjną innowacją w polskim mennictwie przypadającą na czasy Bolesława Szczodrego było pierwsze w Polsce przeprowadzenie operacji „renovatio monetae” (która odtąd jest już stałym elementem mennictwa Piastów). Zmniejszyła się waga polskich denarów, które za czasów Szczodrego i jego następcy mają ciężar 0,7–0,9 g. Stracił natomiast na tych zmianach (immobilizacja stempla, zmniejszenie rozmiarów monety) przekaz namonetarny.
Wyobrażenia na denarach książęcym i królewskim Szczodrego mają formy geometrycznie uproszczone i brak im szczególnych walorów artystycznych, aczkolwiek przynoszą nowe tematy. Mennictwo tego władcy charakteryzuje się natomiast najbardziej rozwiniętym w polskiej historii systemem znaków menniczych.

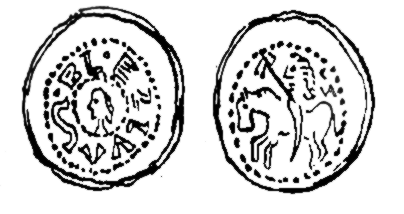
Denar „książęcy” Bolesława Szczodrego

Pierwszy denar Szczodrego, zwany książęcym, przedstawia w awersie głowę władcy w profilu otoczoną napisem BOLEZLAVS, a w rewersie całą postać księcia na koniu, z proporcem w ręce. Denar musiał powstać przed 1076, czyli przed koronacją władcy.

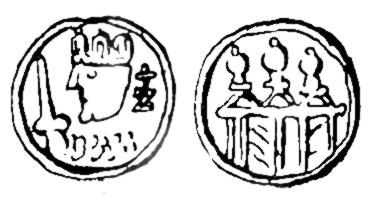
Denar „królewski” Bolesława Szczodrego

Drugi denar, zwany królewskim, bity od 1076 roku, ukazuje w awersie ukoronowaną głowę władcy z profilu, z mieczem w dłoni, a w rewersie bardzo uproszczony, oddany za pomocą puncy, wizerunek zamku. Moneta została wybita z okazji koronacji, a akt ten mógł służyć w tym wypadku jako pretekst dla wzmocnienia królewskiego skarbca za pomocą „renovatio monetae”. Jest to zarazem pierwsza polska moneta pozbawiona legendy. Powodem tego mogła być – wobec szerszej recepcji monety w społeczeństwie – chęć zamanifestowania otrzymanej godności za pomocą bardziej komunikatywnego wyobrażenia, które, wobec braku legendy, mogło przyjąć większe rozmiary.
Kolejny denar Bolesława Szczodrego świadczy o żywotności mennicy wrocławskiej – w polu rewersu widnieje głowa świętego Jana Chrzciciela i napis otokowy IOHANNES. W domniemanym awersie monety legenda (odwrócona) BOLEZLAVVS otacza krzyż równoramienny.
Czwartym typem bitym przez Bolesława, znanym tylko z jednego egzemplarza, jest tzw. denar wiślicki. Jest to moneta o większej wadze od pozostałych emisji księcia i musiała powstać poza mechanizmem „renovatio”. Prawdopodobnie wybita w małej liczbie egzemplarzy, w nieznanym miejscu i celu emisji. W awersie przedstawia władcę na majestacie otoczonego inskrypcją BOLEZLAVVS, w rewersie scenę walki ze smokiem, symbolizującą walkę ze złem.

## Władysław Herman i wojewoda Sieciech
Okres panowania Władysława Hermana cechuje osłabienie władzy książęcej na rzecz możnowładców, wynikające zarówno z sytuacji w kraju po ucieczce Bolesława, jak i osobistych cech władcy. Za jego panowania najpotężniejszym człowiekiem w kraju stał się palatyn Sieciech. Główną siedzibą księcia pozostawał w tym czasie Płock.

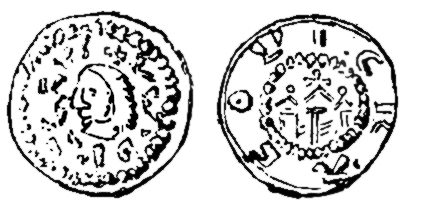
Denar Władysława Hermana

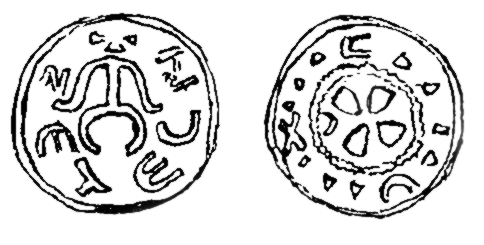
Denar z krzyżem „kawaleryjskim” Sieciecha

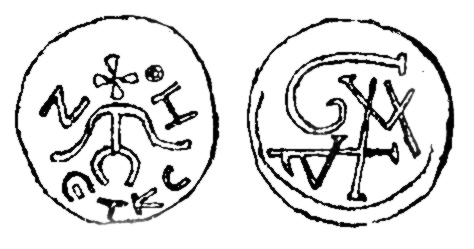
Denar z rzekomym monogramem Sieciecha

Władysław Herman przez cały okres panowania ograniczył się do jednego „renovatio”. Jego efektem był denar przedstawiający w awersie głowę władcy z profilu otoczoną napisem VLADIZLAVS, a w rewersie zamek (rytowany tym samym stylem co zamek z denara królewskiego Bolesława Szczodrego), oddzielony otoczką perełkową od otoku, w którym (na większości odmian) znajduje się napis CRACOV. Inskrypcję tę – pozbawioną końcówki łacińskiej – uważa się za najstarszy zabytek języka polskiego. Napis ten świadczy zarazem, iż denar bity był w Krakowie, mimo przeniesienia siedziby władcy (podczas gdy odmiany tego samego denara pozbawione inskrypcji CRACOV uważa się za wytwór mennicy płockiej).
Za panowania Hermana po raz pierwszy w Polsce wybito monetę prywatną. Jej emitentem był palatyn Sieciech, którego mennice znajdowały się prawdopodobnie pod Kruszwicą i pod Krakowem. Znane są dwa typy monet wojewody (dawniej sądzono, że było ich więcej, niesłusznie przypisując jego działalności menniczej monety obce). Oba noszą w polu awersu znak wojewody i legendę otokową ZETECH (Sieciech), która jest zapewne drugim najstarszym zabytkiem języka polskiego (a pierwszym imieniem oddanym po polsku). Rewers jednego typu zawiera w polu krzyż „kawaleryjski”, a w otoku litery wymieszane z trójkątnymi znaczkami. Znacznie słynniejszy jest denar drugi, którego rewers w całości zajmują zachodzące na siebie linie. Jeszcze przed II wojną światową były one brane za monogram imienia książęcego – VLADISLAVS (według innej, powojennej hipotezy – PALATINVS). Obecnie dominuje pogląd, że rysunek ten przedstawia pastorał i proporzec – motyw zaczerpnięty z „krzyżówek” typu VIII (podobnie jak krzyż „kawaleryjski” z drugiego denara wojewody).

## Bolesław Krzywousty
W czasach Bolesława Krzywoustego moneta polska dominuje już wyraźnie ilościowo na rynku wewnętrznym nad monetą obcą. Cechuje ją też wyższy poziom artystyczny wyobrażeń i szersza ich tematyka. Za panowania tego władcy powstają najstarsze polskie brakteaty.
Pierwsza emisja Krzywoustego znana jest tylko z jednego egzemplarza (była więc najwyraźniej liczebnie niewielka). Przedstawia w awersie postać stojącego rycerza w kolczudze, z proporcem w ręku, a w rewersie wizerunek świątyni. Jest to pierwsza znana polska moneta opatrzona legendą polową – napis BOLEZLAV znajduje się po bokach postaci stojącego rycerza.
Druga emisja Bolesława była zarazem najliczniejszą. W awersie przedstawia władcę na majestacie i napis w otoku BOLEZLAVS, w rewersie krzyż równoramienny i, w zależności od odmiany, inskrypcje BOLEZLAVS, DENARIVS, DVCIS BOLEZLAI, lub jeszcze inne. Odmiany z napisem DENARIVS są pierwszym w Polsce przypadkiem określenia w legendzie nazwy monety, przy czym wyraz ten najprawdopodobniej oznaczał wtedy tyle co dzisiaj „moneta” (nie określał więc parametrów wagowych).

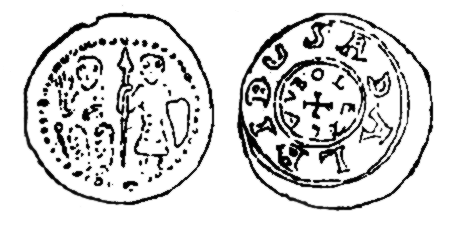
Denar z legendą ADALBIBVS Bolesława Krzywoustego

Kolejny denar Krzywoustego przedstawia w awersie dwie postaci – świętego Wojciecha na majestacie unoszącego prawą dłoń i stojącego obok rycerza (księcia) trzymającego włócznię i tarczę. W rewersie wokół krzyża legenda ADALBIBVS (zepsuta wersja imienia „Adalbertus”). Na części odmian krzyż jest otoczony w polu dodatkowym napisem BOLEZLAV. Jest to pierwsza polska moneta ze świętym Wojciechem, którego kult zaczynał właśnie przeżywać w Polsce renesans.
Następny denar Krzywoustego pozbawiony jest legendy. Zyskuje na tym złożoność wyobrażenia z awersu, które przedstawia walkę księcia ze smokiem. Tego rodzaju złożone, „dynamiczne” wyobrażenia, o wydźwięku symbolicznym, upowszechnią się szczególnie w mennictwie najstarszego syna Bolesława – Władysława Wygnańca.

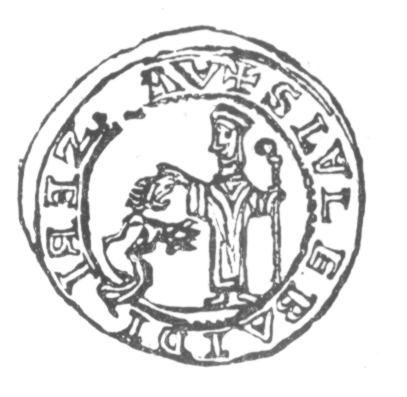
Brakteat „protekcyjny” Bolesława Krzywoustego

Najsłynniejszym i najdonioślejszym osiągnięciem mennictwa Krzywoustego były dwa pierwsze w Polsce i jedne z najstarszych w Europie średniowiecznej brakteaty. Pierwszy z nich przedstawia postać stojącego świętego Wojciecha, w szacie i z pastorałem. W otoku widnieje unikatowa inskrypcja SCS ADELBIRIAS EPS GNVH (Sanctus Adalbertus Episcopus Gneznensis). Jest to nie tylko najbardziej rozbudowana namonetarna inskrypcja w polskim mennictwie aż do czasów monet hebrajskich Mieszka Starego, ale także jeden z bardzo nielicznych przykładów zastosowania propagandy politycznej w legendzie monety. Święty Wojciech nie pełnił nigdy funkcji biskupa gnieźnieńskiego, a przypisanie mu tej godności miało wzmocnić prestiż metropolii gnieźnieńskiej w sporze z metropolią magdeburską o zwierzchnictwo nad kościołem polskim. Z tego wynika powszechne przyjęcie datacji monety na lata 1133–1134. Pole drugiego typu, zwanego „protekcyjnym”, wypełniają postacie klęczącego księcia i świętego Wojciecha, unoszącego dłoń nad głową Bolesława w geście opieki. Z pomylonej legendy udało się odczytać jedynie imię książęce (co potwierdza przekonanie, że jest to emisja książęca, nie biskupia). Wobec odwołania się księcia do protekcji świętego, zwykło się monetę tę datować na okres osłabienia pozycji Krzywoustego na arenie europejskiej, przypieczętowany hołdem lennym przed cesarzem Lotarem w 1135 roku.

## Rozbicie dzielnicowe
Zachowały się do dzisiaj denary wybijane przez kolejnych synów Bolesława Krzywoustego, tj. Władysława Wygnańca (z wizerunkiem władcy na awersie) i Bolesława Kędzierzawego (na awersie: tronujący książę z mieczem).

## Mieszko Stary

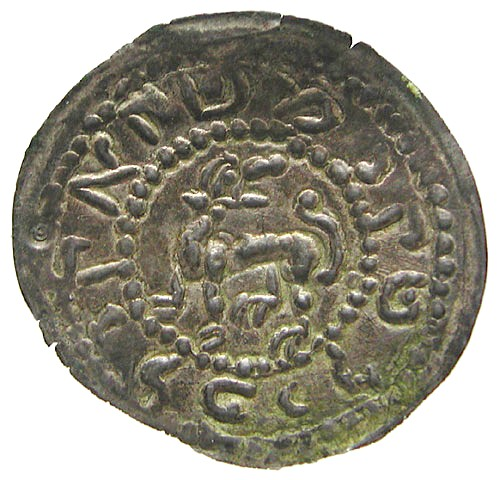
Brakteat Mieszka III Starego z napisem w jęz. polskim/knaan z użyciem pisma hebrajskiego. Można na nim odczytać – משקא קרל – tj. Mieszko król

Brakteaty Mieszka III (1173~1202) i jego następców, noszą napisy w języku słowiańskim (staropolskim/judeo-słowiańskim), zapisane pismem hebrajskim. Wskazuje na to, iż książęta wydzierżawili wielkopolskie mennice w Gnieźnie, Poznaniu i Kaliszu mincerzom żydowskim, ci zaś umieszczali na brakteatach przedstawienie panującego oraz imię władcy – Mszka król Polski lub Mszka Dukus (książę) – i inne sentencje napisane po hebrajsku.